# Norfolk Island Athletics Oval
Norfolk Island Athletics Oval – wielofunkcyjny stadion znajdujący się w miejscowości Middlegate na Norfolku. Stadion posiada bieżnię lekkoatletyczną, obok dwa boiska do gry w koszykówkę i piłkę ręczną.